# 유럽 협조
유럽 협조(Concert of Europe)는 19세기 유럽의 강대국들이 유럽의 세력균형, 정치적 경계, 영향권을 유지하기로 합의한 합의였다. 결코 완벽한 통합이 아니며 지위와 영향력을 두고 논쟁과 다툼이 벌어지는 이 협조는 1790년대 이후 유럽 대륙을 휩쓸었던 프랑스 혁명 전쟁과 나폴레옹 전쟁 이후 유럽의 상대적 평화와 안정이 연장된 기간이었다. 이 협조의 정확한 성격과 기간에 대해 상당한 학술적 논쟁이 있다. 일부 학자들은 1820년대 이탈리아에서 자유주의 반란을 처리하는 문제에 대해 강대국들이 의견 차이를 보이면서 그것이 시작되자마자 붕괴되었다고 주장하는 반면, 다른 학자들은 제1차 세계 대전이 발발할 때까지 지속되었고 다른 학자들은 그 사이에 지속되었다고 주장한다. 더 긴 기간을 주장하는 사람들은 1848년 혁명과 크림 전쟁(1853~1856) 이후의 기간이 이전 기간과 다른 역학을 가진 다른 단계를 나타냈다는 데 일반적으로 동의한다.

## 같이 보기
- 세력균형
- 동방문제
- 강대국
- 국제 관계 (1814년-1919년)
- 극 (국제 관계)